# خواکین آریاس
خواکین آریاس (اسپانیایی: Joaquín Arias‎؛ زادهٔ ۱۲ نوامبر ۱۹۱۴ - درگذشته نامشخص) بازیکن فوتبال اهل کوبا بود.
وی همچنین در تیم ملی فوتبال کوبا بازی کرده‌است.